# Cykl metaboliczny
Cykl metaboliczny – seria następujących po sobie reakcji enzymatycznych, w których produkt jednej reakcji jest substratem następnej, przebiegających w ten sposób cykliczny, tzn. że ostatnia reakcja cyklu odtwarza związek chemiczny wyjściowy tego cyklu. 
Przykłady: cykl kwasu cytrynowego, cykl Calvina.